# Vilhena (Espanha)
Vilhena (em castelhano e valenciano: Villena) é um município da Espanha na província de Alicante, Comunidade Valenciana. Tem 345,37 km² de área e em 2021 tinha 34 025 habitantes (densidade: 98,5 hab./km²).

## Demografia
| Variação demográfica do município entre 1991 e 2004 | Variação demográfica do município entre 1991 e 2004 | Variação demográfica do município entre 1991 e 2004 | Variação demográfica do município entre 1991 e 2004 |
| --------------------------------------------------- | --------------------------------------------------- | --------------------------------------------------- | --------------------------------------------------- |
| 1991                                                | 1996                                                | 2001                                                | 2004                                                |
| 31232                                               | 31555                                               | 32654                                               | 33889                                               |